# Ганин, Михаил Иванович
Михаил Иванович Ганин (1903 — 1940) — советский разведчик, советник в Полномочном представительстве СССР в Китае, полковник.

## Биография
член ВКП(б). Русский, получил высшее образование. Резидент НКВД в Чунцине под прикрытием должности советника в полпредстве Советского Союза в Китае.
На основании показаний отозванного и арестованного полпреда И. Т. Бовкуна-Луганца арестован 11 июля 1939 года. Осуждён Военной коллегией Верховного суда СССР по обвинению в участии в контрреволюционной организации. Приговорён к расстрелу 28 января 1940 года. Приговор приведён в исполнение на следующий день, 29 января 1940 года. Реабилитирован посмертно 25 июня 1957 года определением Военной коллегии Верховного суда СССР. Место захоронения на Донском кладбище.
Проживал в Москве, Богородское, военный городок, дом 1, квартира 12.

### Звания
- майор, на 29 августа 1936;
- полковник, 1 ноября 1937.

### Награды
- знак «Почётный сотрудник госбезопасности» (XV), 29 августа 1936.